# EXIT (EXILEの曲)
「EXIT」（イグジット）は、EXILEの楽曲。2005年8月24日にrhythm zoneから18枚目のシングルとして発売。

## 概要
前作「HERO」から8カ月ぶりのシングル。「CD+DVD」「CDのみ」の2形態で発売。EXILEのシングルでDVD付属となったのは本作が初である。
EXILE第二章以降に発売されたベストアルバム『EXILE CATCHY BEST』『EXTREME BEST』には、ATSUSHI、TAKAHIROによって再録された表題曲が収録されている。

## 収録曲

### CD
1. EXIT [4:35]
作詞：秋元康 / 作曲・編曲：原一博
  - 日本テレビ系ドラマ『女王の教室』主題歌

ドラマ内容に反して明るい楽曲になっているが、これは同ドラマの主演である天海祐希が演出に「ドラマの内容が重いので、エンディングは明るいものにしたい」と提案したことから[4]。
2. DIAMOND [4:55]
作詞：ATSUSHI / 作曲・編曲：h-wonder
  - ニベアボディ「薬用ホワイトニングストレッチアップ」「タイムディフェンスボディミルク」CMソング
3. EXIT（Instrumental）
4. DIAMOND（Instrumental）
5. EXIT（TV drama ver.）[3:21]
編曲：h-wonder

### DVD
1. EXIT（Video Clip）